# Jadwiga Mołdawa
Jadwiga Mołdawa (ur. 30 sierpnia 1951) – polska urzędniczka państwowa, w 1996 podsekretarz stanu w Urzędzie Rady Ministrów, później do 2006 dyrektor generalny w różnych resortach.

## Życiorys
Córka Józefa, zamieszkała w Warszawie. Od 1 września do 31 grudnia 1996 pełniła funkcję podsekretarza stanu w Urzędzie Rady Ministrów. Od 1997 pełniła funkcję dyrektora generalnego Ministerstwa Pracy i Polityki Społecznej (wcześniej Socjalnej), następnie od 2003 w Ministerstwie Gospodarki, Pracy i Polityki Społecznej, a później do listopada 2006 w Ministerstwie Rozwoju Regionalnego.